# Veranstaltung

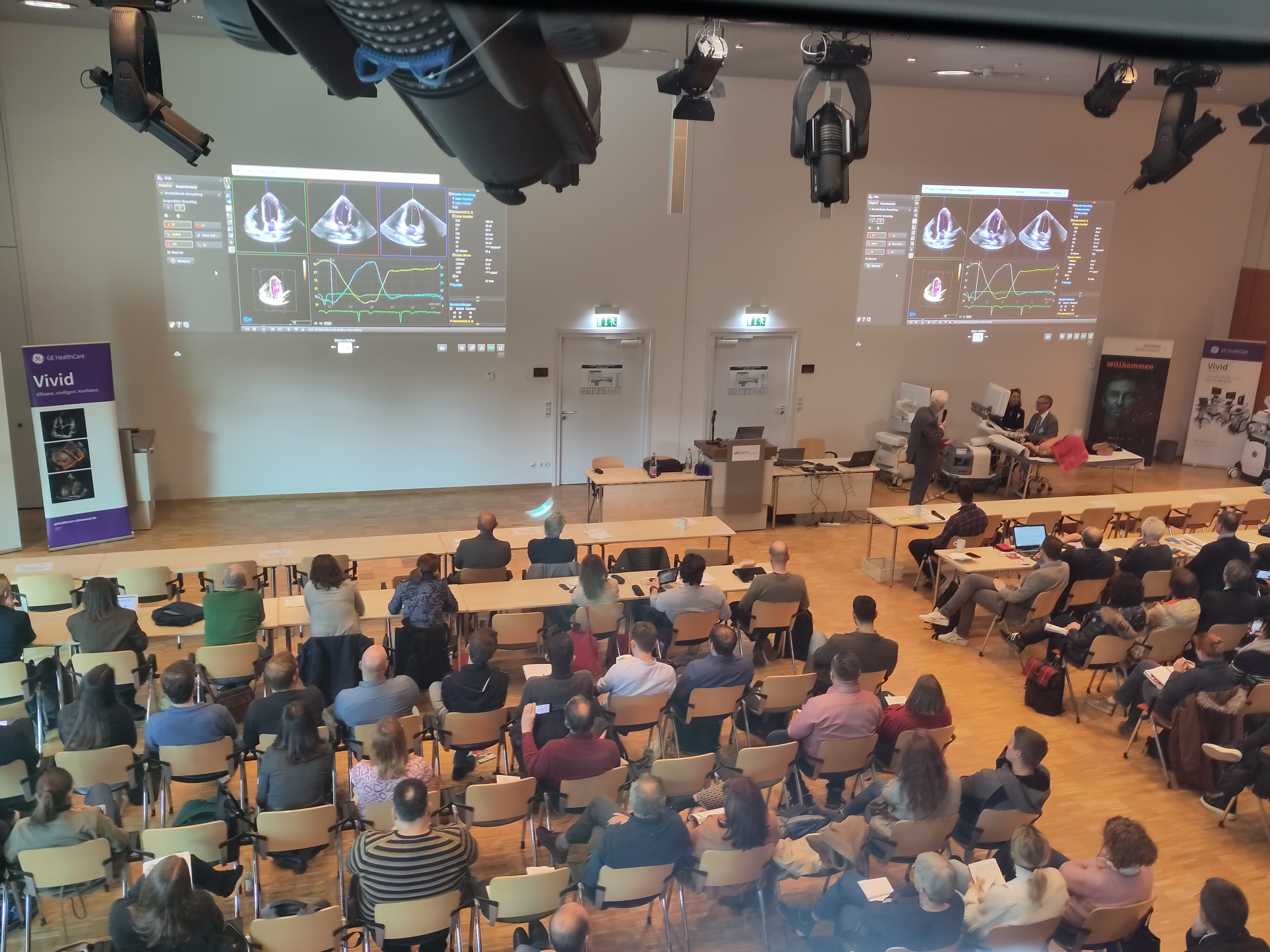
Echokardiographie-Kongress 2024 im Leipziger KUBUS

Eine Veranstaltung ist „ein zeitlich begrenztes und geplantes Ereignis mit einer definierten Zielsetzung oder Absicht, einer Programmfolge mit thematischer, inhaltlicher Bindung oder Zweckbestimmung in der abgegrenzten Verantwortung eines Veranstalters, einer Person, Organisation oder Institution, an dem eine Gruppe von Menschen teilnimmt“. Die Organisation des Ereignisses liegt in der abgegrenzten Verantwortung eines Veranstalters, einer Person, Organisation oder Institution. In der Schweiz wird eine Veranstaltung synonym auch als Anlass bezeichnet.
Öffentliche Veranstaltungen im Sinne des Waffengesetzes sind „planmäßige, zeitlich eingegrenzte, aus dem Alltag herausgehobene Ereignisse, welche nicht nach der Zahl der anwesenden Personen, sondern nach ihrem außeralltäglichen Charakter und jeweils spezifischen Zweck vom bloßen gemeinsamen Verweilen an einem Ort abgegrenzt und in der Regel jedermann zugänglich sind, auf einer besonderen Veranlassung beruhen und regelmäßig ein Ablaufprogramm haben“.
Ab 200 Personen, die gleichzeitig einen Raum nutzen oder auf die zugehörigen Rettungswege angewiesen sind, Anlagen im Freien mit Szenenflächen, die für mehr als 1000 Besucher gedacht sind, oder Sportstadien für mehr als 5000 Besucher werden Veranstaltungsorte nach Musterbauordnung (MBO) und Versammlungsstättenverordnungen (VStättV/ VStättVO) als Versammlungsstätte behandelt. Die Versammlungsstättenverordnungen sind als baurechtliche Regeln Ländersache, somit aufgrund der föderalistischen Struktur Deutschlands oft unterschiedlich.
Neben Veranstaltungen mit persönlicher Präsenz der Teilnehmenden vor Ort gibt es z. B. auch Online-Veranstaltungen. Insbesondere seit der Covid-19-Pandemie wird zwischen Online-Format und Präsenz-Format unterschieden, weil es seitdem vermehrt Online-Veranstaltungen (virtuelle Treffen) gibt.

## Pflichten eines Veranstalters
Die Pflichten eines Veranstalters ergeben sich aus § 38 MVStättVO (die Musterversammlungsstättenverordnung, die gewissermaßen allen Bundesländern die Marschrichtung für deren parlamentarische Entscheidungen zu einer länderspezifischen Versammlungsstättenverordnung vorgibt), aus den geltenden Gesetzen für Sicherheit und Ordnung und ggf. aus den Auflagen der Behörden. Zu den grundlegenden Pflichten gehören:
- Einhaltung des Regelwerks
- Schaffung von Sicherheit für Akteure und Besucher
- Bestimmung eines Veranstaltungsleiters
- Festlegung eines technischen Verantwortlichen (Betreiberaufgabe nach MVStättVO)
- Gewährleistung der Zusammenarbeit mit den Behörden (auch eine genuine Betreiberaufgabe)
- die Verkehrssicherungspflicht
- Einrichtung einer Brandsicherheitswache und Information an und Bereitstellung eines Sanitätswachdienstes ab 5.000 Besuchern (dies kann auch als Betreiberaufgabe gesehen werden)
- Die Erstellung eines Sicherheitskonzepts (im Regelfall ist das auch eine Pflicht des Betreibers), wenn die Art der Veranstaltung es erfordert (§43 MVStättVO)
- Einweisung des Personals, Unterweisung von Mitwirkenden[3]

## Phasen einer Veranstaltung
Eine Veranstaltung besteht aus mehreren Phasen. An jeder sind unterschiedliche Akteure beteiligt, oftmals haben diese Phasen auch Schnittmengen hinsichtlich der Beteiligten. Nicht jede Veranstaltung lässt sich trennscharf in Phasen aufteilen, oftmals überlappen sich diese, zum Beispiel werden Pläne noch während der Umsetzung geändert oder zumindest angepasst.

### Ideenphase
In der ersten Phase wird die Idee für eine Veranstaltung umrissen und verfeinert. Dazu gehören Vorgespräche mit Partnern, die die Durchführung unterstützen, die Information über benötigte Unterlagen und fallweise die Erstellung einer Machbarkeitsstudie. Diese kreative Phase ist oftmals davon geprägt, dass die dort entstehenden Ideen erst später auf ihre Durchführbarkeit hin überprüft werden.

### Planungsphase
Die Planungsphase beinhaltet die Abstimmung mit den Behörden. Das Ziel ist es, eine fertige Erlaubnis, eine Festsetzung oder einen Bescheid zu erhalten. Je nach Veranstaltung können weitere Konzepte erforderlich und von den Ämtern angefordert werden. Nicht jede Veranstaltung benötigt zwingend eine behördliche Abstimmung, und es gibt in den seltensten Fällen die eine Erlaubnis, öfter sind es mehrere Genehmigungsvorgänge (z. B. ordnungsrechtlich, baurechtlich, umweltrechtlich etc.)

### Umsetzungsphase
Ist das behördliche Verfahren abgeschlossen, kann die Umsetzung beginnen. In der Praxis wird oftmals mit der Umsetzung begonnen, obwohl keine formale Genehmigung erteilt wurde oder auch gar nicht erforderlich ist. Die Verträge mit den Dienstleistern müssen geschlossen und Personal muss akquiriert werden, um einen reibungslosen Ablauf der Veranstaltung zu gewährleisten. Auch die Auflagen müssen erfüllt werden. In dieser Phase kann es immer wieder Gespräche mit den beteiligten Akteuren geben.

### Durchführungsphase
Die Phase der Durchführung umfasst den Aufbau, die Veranstaltung selbst und den Abbau. Das behördliche Verfahren kann eine Freigabe nach der sogenannten Gebrauchsabnahme nach sich ziehen.

### Nachbereitungsphase
In der Nachbereitungsphase wird die Veranstaltung ausgewertet. Dies umfasst die Kommunikation, die Auswertung der Besucherzahl und negative wie positive Effekte. Das Ziel sind Verbesserungsmöglichkeiten für die nächste Durchführung.

## Veranstaltungsziele

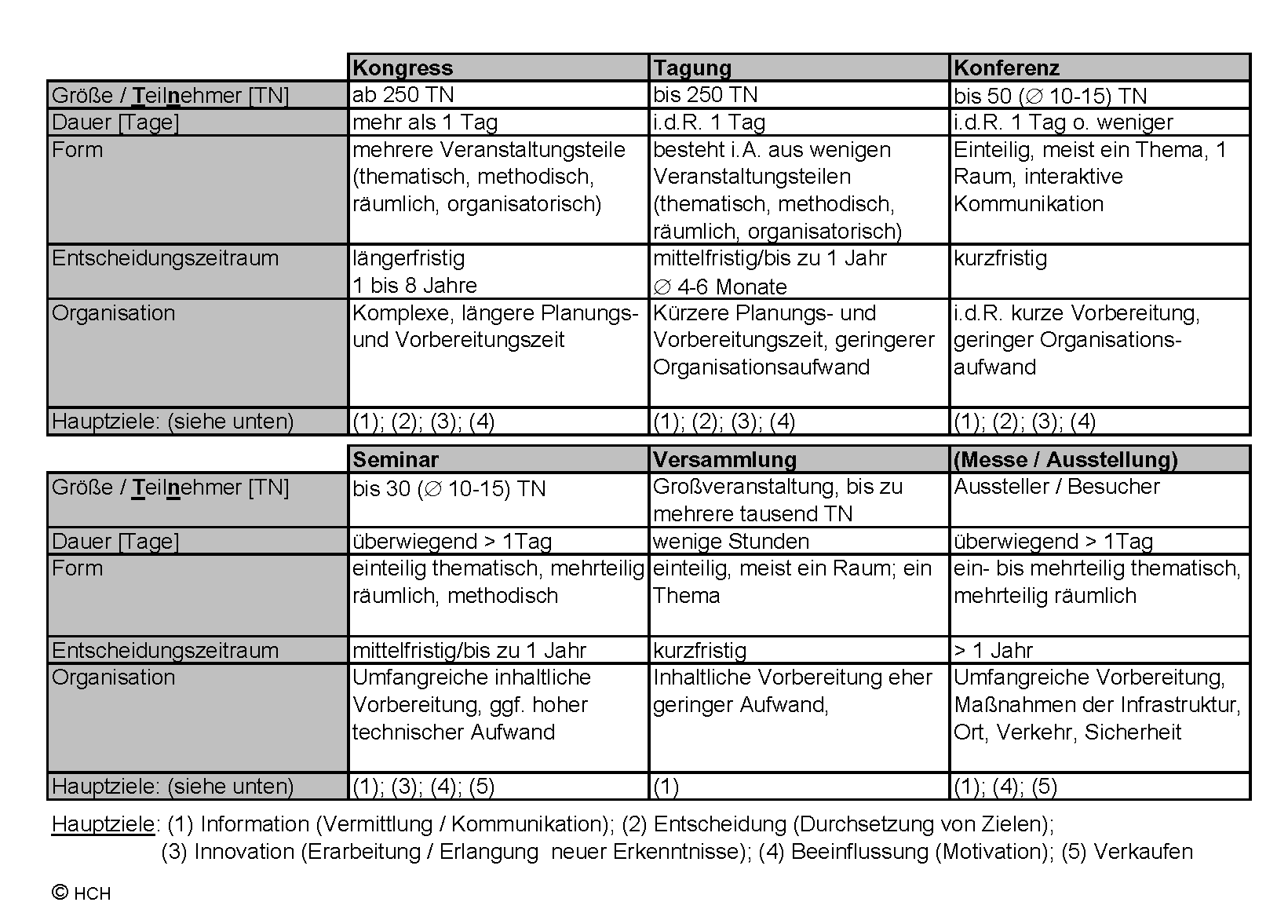
Veranstaltungsformen und -ziele (Übersicht)

Veranstaltungen haben unterschiedliche Ziele, aus denen sich das „Veranstaltungsdesign“ und die Veranstaltungsform ableitet. Das Veranstaltungsdesign wird dabei bestimmt von Didaktik, Methodik, Kommunikationsform, Ablauf, Veranstaltungsort und Veranstaltungsstätte, z. B. durch die Verfügbarkeit der Räume oder der Technik, und ist Grundlage für die Veranstaltungsform.
Veranstaltungen lassen sich in fünf Kernziele unterteilen:
- Entscheiden
- Information (Informationsvermittlung und Wissenstransfer)
- Innovation (etwas Neues soll erarbeitet werden)
- Motivation (Emotionsvermittlung, Teilnehmer erfahren oder erlernen ein bestimmtes, eventuell gemeinsames, Ziel)
- Verkaufen (Verkaufsförderung)

## Veranstaltungsformen

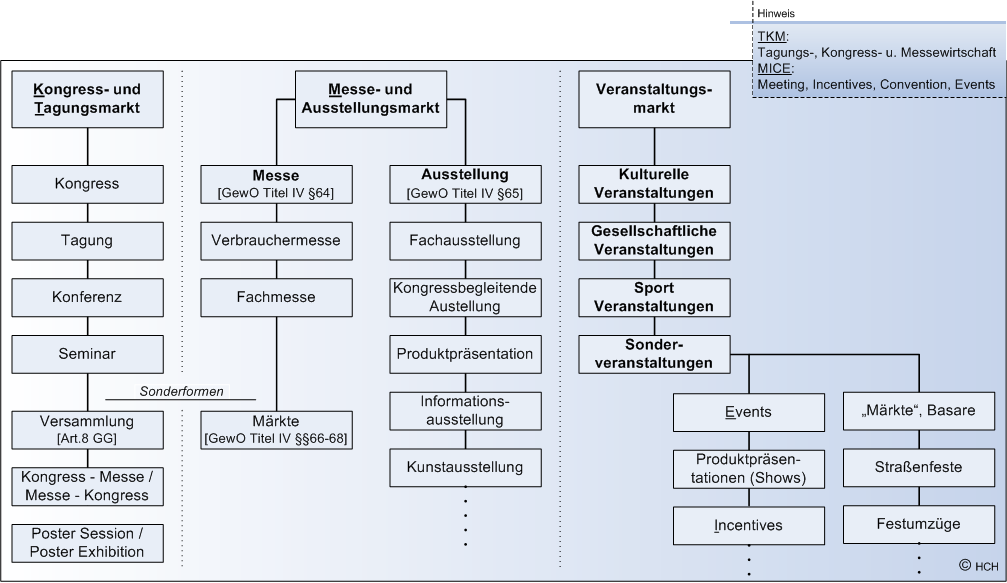
Übersicht der Veranstaltungsformen

### Event(engl.)
Den Begriff „Event“ kann man definieren als ein Zusammenkommen/Zusammensein zum gemeinsamen Erleben von Freude oder Zusammengehörigkeit.
Ein Event kann von Einzelpersonen, Personengruppen, Vereinen, gewerblichen Anbietern (Eventagentur) oder anderen Institutionen organisiert werden.
- Andere Begriffe: Powwow, Party, Gala, Schauspiel, Stadtfest, Technoparade, Kirmes (Kirchweih, Zeltkirmes, Jahrmarkt, Volksfest), Zirkus, Geburtstag, Hochzeitsfeier, Demonstration / Kundgebung, Filmvorführung, Flugschau, Freiluftkonzert, Gottesdienst, Jubiläum, Kinderfest, Konzert, Parade (Defilee, Militärparade), Festival, Benefiz- oder Wohltätigkeitsveranstaltung
- Beispiele: Loveparade, Oktoberfest, Goldene Hochzeit, Incentive (Event, mit dem ein Arbeitgeber Mitarbeiter belohnen möchte)
- Siehe auch: Eventmarketing, Verkaufsförderung

### Messe und Ausstellung
Der Schwerpunkt stellt die Präsentation von Produkten und der damit verbundenen Verkaufsförderung dar.
Bei einer Messe oder einer Ausstellung handelt es sich um eine Präsentation von Produkten und Dienstleistungen. Beide Begriffe werden häufig synonym verwendet. Bei einer Messe handelt es sich jedoch um eine Veranstaltung ausschließlich für Fachbesucher, während die Ausstellung für das normale Publikum freigegeben ist. Messen und Ausstellungen können vom Ordnungs- oder Gewerbeamt festgesetzt werden und genießen nach Ablauf des Verfahrens Marktfreiheiten.
- Andere Begriffe: Fair, Publikumsmesse, Fachmesse
- Beispiele: CeBIT, IFA, IAA
- Siehe auch: AUMA, FKM, Liste der größten deutschen Messeveranstaltungen

### Tagung und Kongress
Schwerpunkt ist die Vermittlung und Diskussion von Informationen.
Bei einer Tagung oder einem Kongress handelt es sich um eine Zusammenkunft von Personen, die in einem speziellen Themenbereich arbeiten. Beide Begriffe werden häufig synonym verwendet. Bei einem Kongress handelt es sich jedoch um eine mehrtägige Veranstaltung, während die Tagung namentlich eintägig ist.
- Andere Begriffe: Konferenz (wissenschaftlich, wirtschaftlich oder politisch), Symposium, Convention, Seminar, Unterricht, Workshop, Sitzung (Besprechung, Verhandlung)
- Beispiele: Parteitag, Volkshochschule

### Großveranstaltung

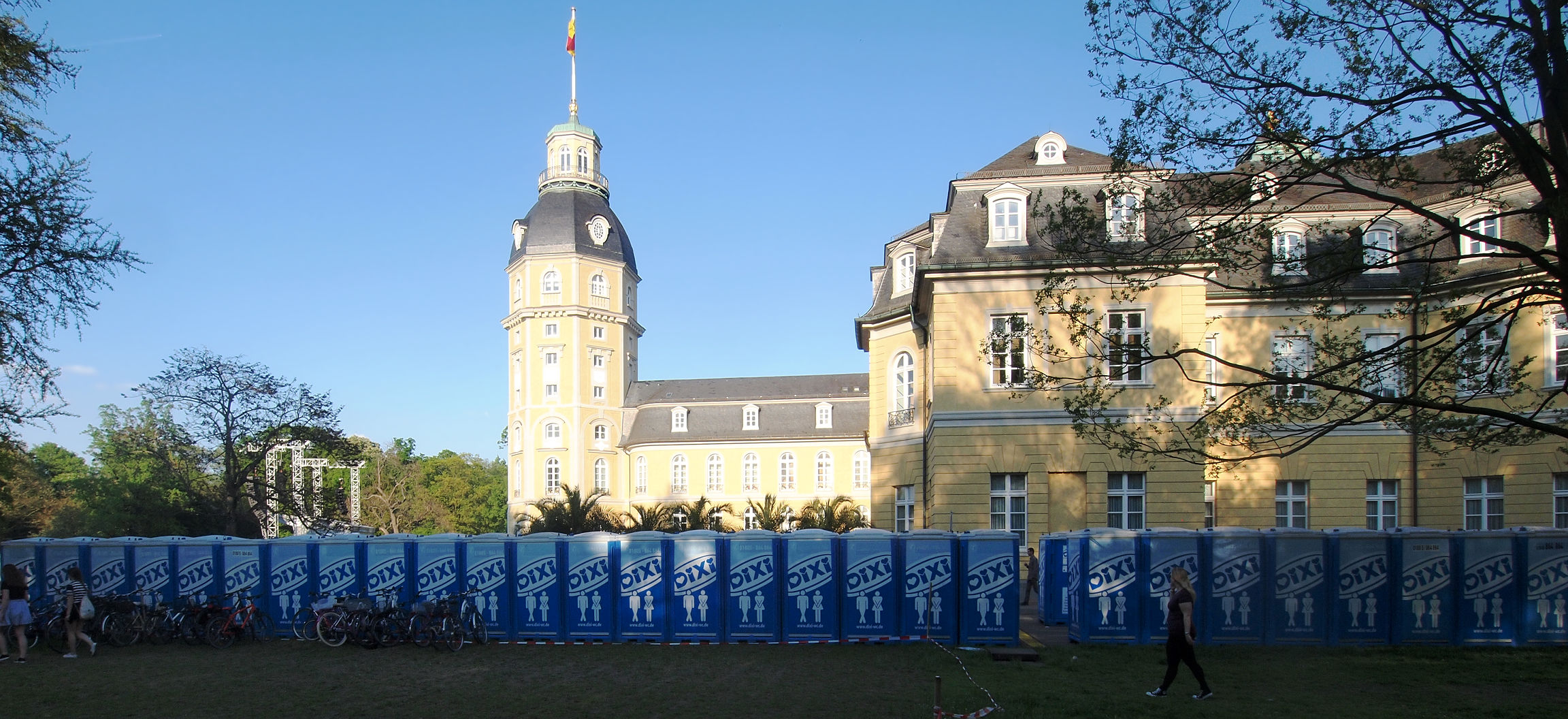
Sanitärversorgung einer Großveranstaltung (Christival 2016)

Eine Großveranstaltung ist eine besondere Form der Veranstaltung. Nach den Leitlinien von Ministerien liegt sie vor, wenn mindestens 100.000 Besucher erwartet werden, mehr als 5.000 Besucher gleichzeitig auf dem Gelände sind oder ein besonders erhöhtes Gefährdungspotenzial vorliegt. Es gibt jedoch keine einheitliche Definition. Ist das geplante Ereignis eine Großveranstaltung, werden besondere Anforderungen an den Veranstalter gestellt. So sind bereits in der Planung mehr Partner einzubinden und die Behörden verlangen, dass für einzelne relevante Abläufe Konzepte erstellt werden.

#### Beteiligte
Neben dem Veranstalter als Organisator sind weitere Partner an dem Prozess bereits in der Planungsphase einzubinden. Wichtig ist, dass die Kompetenzen aller Beteiligten klar geregelt sind und die Kommunikation laufend stattfindet.
| Partner                   | Umfang | Grundlage der Zusammenarbeit                                                                                |
| ------------------------- | --- | --- |
| Genehmigungsbehörde       | Erlaubnis, Ausnahmegenehmigungen                                                                                      | Gesetz |
| Ordnungsamt               | Erlaubnis, Kontrolle vor Ort                                                                                          | Gesetz/Verordnung                                                                                           |
| Umweltamt                 | Ausnahmegenehmigung (Lärm, umweltrelevante Aspekte), Kontrolle vor Ort                                                | Gesetz |
| Polizei                   | Aufrechterhaltung der öffentlichen Sicherheit und Ordnung                                                             | Gesetz |
| Feuerwehr                 | Information, vor Ort bei Gefahrenlagen, abwehrender Brandschutz, Stellung einer Brandsicherheitswache                 | Gesetz |
| Brandschutzdienststelle   | Beratung bzgl. des vorbeugenden Brandschutzes                                                                         | Gesetz |
| Luftfahrtbehörde          | Erlaubnis bei der Nutzung des Luftraums                                                                               | Gesetz |
| Verkehrsbetriebe          | Planung ggf. zusätzlicher Fahrten                                                                                     | Gesetz, ggf. weitere Verträge für Zusatzleistungen                                                          |
| Müllentsorgung            | Information | Gesetz (öffentliche Müllentsorgung), Verträge (private Müllentsorgung)                                      |
| Sicherheitsordnungsdienst | Bereitstellung des Ordnungsdienstes auf dem Gelände, Lenkung der Besucherströme, Präsenz, Durchsetzen der Hausordnung | privat-rechtlicher Vertrag                                                                                  |
| Sanitätswachdienst        | Versorgung von Besuchern bei Verletzungen oder witterungsbedingten Erscheinungen                                      | Vorschrift per Gesetz, ggf. zusätzlich als Auflage, Abschluss mit dem Träger als privat-rechtlicher Vertrag |

##### Berlin
Im Innenstadtbereich von Berlin gilt eine Bannmeile. Dadurch sind weitere Behörden ergänzend einzubeziehen:
- der Präsident des Deutschen Bundestages
- der Präsident des Abgeordnetenhauses von Berlin
- die Polizei beim Deutschen Bundestag
- die Direktion Berlin der Bundespolizei

#### Konzepte
Auf Antrag der Genehmigungsbehörde können verschiedene Konzepte notwendig werden. Einzelne Konzepte können gesondert oder als Anlage zum Sicherheitskonzept erforderlich werden.
| Konzept               | Umfang |
| --------------------- | --- |
| Sicherheitskonzept    | - Informationen zur Veranstaltung und über den Veranstalter (Bau- und Betriebsbeschreibung) - beteiligte Akteure - Besucherprofil - Informationen über die Umgebung und zum ÖPNV, Veranstaltungen in der Nähe - Gefährdungsanalyse und Risikomanagement - Szenarien (z. B. signifikante Wetterlagen) inkl. aller Aspekte der Kommunikation und Sicherheitsdurchsagen |
| Brandschutzkonzept    | Vorbeugung von Bränden, Kommunikation im Fall eines Ereignisses |
| Sanitätsdienstkonzept | Personal, Berechnung nach Erfahrung, dem Maurer-Schema, dem Kölner Algorithmus oder dem Berliner Modell |
| Ordnungsdienstkonzept | Einweisung des Personals des Sicherheitsordnungsdienstes |
| Bühnenkonzept         | Ablaufplan |
| Verkehrskonzept       | Regelung des Verkehrs, eingesetztes Personal |
| Kommunikationskonzept | Organisation der Kommunikation, Durchsagen für versch. Situationen |
| Räumungskonzept       | Organisation der Räumung bei Notfalllagen oder Unwetter |
| Alarmierungskonzept   | Information über berechtigte Personen bei einem Alarm |

#### Weitere Unterlagen
| Lageplan inkl. Skizze    | Übersicht über den Innen- und Außenbereich, Informationen zur Flächennutzung |
| Verkehrszeichenplan      | Übersicht über die Verkehrslenkung (z. B. durch temporäre Haltverbote)       |
| Versicherungsbestätigung | unterschriebenes Dokument eines Versicherers                                 |

#### Projekt BaSiGo
Das Projekt BaSiGo wurde vom Bundesministerium für Bildung und Forschung (BMBF) gefördert. In diesem Projekt stellten Autoren mit langjähriger Erfahrung Informationen zur Planung und Durchführung von Großveranstaltungen zusammen. Ein Schwerpunkt ist das Thema Sicherheit bei Großveranstaltungen.

### Mischformen und Kombinationen
- Corporate Meeting: Häufig eine Mischung aus Tagung und Incentive
- Messebegleitender Kongress: Ein Kongress, der eine Messe begleitet.
- Kongressmesse: eine Messe, die einen Kongress begleitet.
- Sonderschauen: Spezielle Messen zu einem Thema im Rahmen einer größeren Messe.

## Möglichkeiten der Versicherung
Veranstaltungen können auf vielfältige Weise gegen Risiken abgesichert werden. Dazu gehören die:
- Haftpflichtversicherung für Veranstalter
- Elektronikversicherung
- Ausrüstungsversicherung
- Unfallversicherung
- Krankenversicherung
- Bargeldversicherung
- Sachversicherung bzw. Kompositversicherung
- Betriebsschließungsversicherung
- Weather-Protect
- Maschinenbruchversicherung

Die Versicherungen können kurzfristig für den Veranstaltungszeitraum abgeschlossen werden.

## Andere Begriffsverwendungen
An Hochschulen werden Vorlesungen, Seminare, Praktika, „Workshops“ (Arbeitskreise) und ähnliche Lehrangebote als Veranstaltungen für Studierende bezeichnet.
In der Werbewirtschaft wird im sogenannten „Marketing-Slang“ für eine Veranstaltung außerhalb einer Ausbildungsstätte zumeist das englische Wort „Event“ verwendet.

## Berufe
In Deutschland gibt es die Möglichkeit der Ausbildung und des Studiums. Für die Veranstaltungsbranche sind der Veranstaltungskaufmann, der Kaufmännische Assistent oder der Wirtschaftsassistent einschlägig.
Daneben wird ein Fernlehrgang mit IHK-Zertifikat „Eventmanagement“ angeboten. Für das Thema Sicherheit gibt es diverse akademische Studiengänge, zum Beispiel Sicherheitsmanagement.

## Gesetzliche Bestimmungen

### Deutschland
Auf Antrag des Veranstalters können bestimmte Veranstaltungen festgesetzt werden. Dazu zählen Messen, Ausstellungen, Wochenmärkte, Spezialmärkte, Jahrmärkte und Volksfeste. Dies geschieht auf Grundlage der Gewerbeordnung und des Marktrechts. Dazu müssen Unterlagen wie eine Beschreibung der Veranstaltung inkl. Skizze, ein Auszug aus dem Gewerbezentralregister sowie ein Führungszeugnis zur Vorlage bei einer Behörde und eine Versicherungsbestätigung vorliegen. Der Antragsteller erhält auf Grundlage eines Bescheides Marktprivilegien. Finden Großveranstaltungen auch im Außenbereich statt, muss die Sondernutzung von öffentlichem Straßenland genehmigt werden.
Für die Planung und Durchführung einer Veranstaltung sind mehrere Gesetze relevant. Dazu zählen:
- die Muster-Versammlungsstättenverordnung
- die Gewerbeordnung
- die Ordnungsgesetze der Länder
- die Jugendschutz- und Arbeitsschutzgesetze der Länder
- die BewachV
- die StVO
- das StrWG
- das BauGB
- die Feuerschutzgesetze der Bundesländer
- die Gesetze der Bundesländer über die Feuerwehr
- das BImSchG
- das VwVfG
- das Sprengstoffgesetz und die Erste, Zweite und Dritte Sprengstoffverordnung für das Abbrennen von Feuerwerk[12][13][14]
- die Trinkwasserverordnung
- die Richtlinie für Fliegende Bauten (FlBauR)
- die Betriebssicherheitsverordnung[15]
- die Arbeitsstättenverordnung[16]

#### Berlin
Die in Berlin relevanten Regelungen sind:
- das Allgemeine Gesetz zum Schutz der öffentlichen Sicherheit und Ordnung in Berlin (ASOG Bln)[17]
- das Berliner Straßengesetz[18]
- das Landes-Immissionsschutzgesetzes Berlin[19]
- das Grünanlagengesetz[20]
- das Gesetz über die Feuerwehren im Land Berlin[21]
- das Gesetz über den Rettungsdienst für das Land Berlin[22]
- die Verordnung über den Betrieb von baulichen Anlagen[23]

### Österreich
In Österreich werden alle Gesetze, die bei der Abhaltung einer Veranstaltung zu beachten sind, in den jeweiligen Veranstaltungsgesetzen der Länder geregelt. Diese sind im Rechtsinformationssystem des Bundes dokumentiert. Das jeweilige Veranstaltungsgesetz ist Landessache und variiert somit in den neun Bundesländern Österreichs.

## Bundesverband der Veranstaltungswirtschaft
Veranstalter können sich im Bundesverband der Veranstaltungswirtschaft organisieren. Er vertritt seit 1985 die Interessen seiner Mitglieder und trägt den aktuellen Namen seit 2010. Er bietet die Möglichkeit des fachlichen Austauschs, der Vertretung der Interessen im Parlament und stellt eine Jobbörse zur Verfügung.